# Kasmíri saivizmus
A kasmíri saivizmus (dévanágari: कश्मीर शैवदर्शन) a saivizmus ezoterikus formája, amely a 8. és 11. század között terjedt el el az észak-indiai Kasmír régiójában. 
A kasmíri saivizmust egymással összefüggő saiva és sákta iskolák alkotják: a kaula (családot érintő), a krama (fokozatos haladás) és a trika (háromszoros), bár a kifejezés gyakran a legutolsó iskolára vonatkozik, amely a legfontosabb, mivel magába olvasztotta a kaula és a krama hagyományait. A trika iskola irodalmát három csoportra osztják: 
- Ágama-sásztra - a 64 monista saiva ágamában és a Siva-szútrákban testet öltött kinyilatkoztatott igazság
- Szpanda-sásztra - a szpandával (lüktetéssel) foglalkozó szövegek csoportja
- Pratjabhidnyá-sásztra - a korábbi írások filozófiai rendszerezése, melynek filozófiája szerint minden dologban fel kell ismerni Sivát

A leghíresebb trika filozófus Abhinavagupta volt, akinek a fő műve a Tantrálóka. 
A kasmíri saivizmus szerint az abszolútum (parama Siva), melynél nincs magasabb rendű (anuttara), nem más mint Siva és Sakti fényként (prakása) és tudatként (vimarsa) felfogott egysége. 
A megszabadulásnak (mukti) vagy a parama Siva felismerésének négy útja van:
- anu upája - a kegyelem vagy a sakti alászállása (saktipáta) révén elnyert megszabadulás
- sámbhava upája - a lélek elmerülése az isteni tudatban
- sákta upája - a tiszta gondolatok kialakításával elért felébredés
- ánava upája - a testről, a mantráról és az istenségről végzett meditáció